# Abílio Santana
José Abílio Silva de Santana, mais conhecido apenas como Abílio Santana (Salvador, 13 de fevereiro de 1965) é um pastor da Igreja Assembleia de Deus Nação Madureira filiado ao Republicanos (REP), foi eleito em 2018 deputado federal pelo partido PSC. Foi candidato a reeleição para o segundo mandato como Deputado federal nas Eleições gerais no Brasil em 2022, mas não conseguiu a reeleição e encerrou seu mandato no dia 31 de janeiro de 2023.